# Folda (rivière)
Pour les articles homonymes, voir Folda (homonymie).
La Folda (ou Folla) est une rivière située dans les comtés de Møre og Romsdal et Trøndelag en Norvège. La rivière fait partie du bassin versant de la Surna et se jette dans la Surna 7 kilomètres à l'ouest-sud-ouest du village de Rindal, dans la municipalité de Rindal, dans le comté de Trøndelag. Elle prend sa source dans les montagnes de Trollheimen à la frontière de la municipalité de Surnadal, dans le comté de Møre og Romsdal, et la municipalité d’Oppdal dans le comté de Trøndelag. La rivière se dirige vers le nord et, pendant un certain temps, elle forme la frontière entre les comtés de Møre og Romsdal et Trøndelag. Deux réservoirs se trouvent le long du cours de la rivière : le lac Fold (en norvégien : Foldsjøen ou Follsjø) et le lac Gris (en norvégien : Gråsjø). La Folda a un bassin de 350 kilomètres carrés et est alimentée par plusieurs affluents : le Rinna, Bulu, et Vindøla. Le nom de la rivière vient du vieux norrois Fold, signifiant probablement « large ».